# Concept Insomnia
Concept Insomnia ist eine hessische Progressive- und Melodic-Death-Metal-Band aus Frankfurt am Main, die im Jahr 2004 gegründet wurde.

## Geschichte
Die Band wurde Ende 2004 gegründet, wobei die Mitglieder bereits vorher in diversen anderen Schülerbands aktiv waren. Die Gruppe bestand aus dem Keyboarder und Sänger Lukas Hofmeister, den Gitarristen Jens Felten und David Gahl, dem Bassisten Philipp Stroh und dem Schlagzeuger Martin Hockenjos. Zudem steuerten auch Gahl und Strohl gelegentlich Gesangspassagen bei. Es folgte ein Demo unter dem Namen No Words, das vom ehemaligen Majesty-Gitarristen Rolf Munkes abgemischt wurde. Das Demo wurde zum „Demo des Monats“ im Rock Hard ernannt. Mittlerweile war mit Sascha Ruth bereits ein neuer Schlagzeuger zur Band gekommen. Zudem wurde die Twisted Talent Bookingagentur auf die Band aufmerksam. 2006 spielte die Band zudem auf dem Soundgarden Festival. Nach einem weiteren Demo, spielte die Band im Jahr 2008 als einzige Gruppe ohne Plattenvertrag auf dem Wacken Open Air. Im selben Jahr spielte sie zudem erneut auf dem Soundgarden Festival. Im Jahr 2009 spielte die Band unter anderem zusammen mit Gojira, die sich auf ihrer ersten Deutschlandtournee befanden. Über Evil Eye Entertainment folgte im Jahr 2010 das Debütalbum Perpetuum Mobile, worauf sich unter anderem auch die vier Lieder des letzten Demos befanden. Das Album erschien in Europa und Nordamerika. Danach trennte sich die Gruppe wieder von dem Label und beendete auch die Zusammenarbeit mit Twisted Talent.
Daraufhin veröffentlichte die Gruppe ihr nächstes Album Kaleidoscope in Eigenveröffentlichung und erreichte einen Vertrag bei der Bookingagentur REDlionmusic. 2011 spielte die Band außerdem wieder auf dem Soundgarden Festival. Zudem war mittlerweile mit Tobias Ellenberger ein neuer Schlagzeuger zur Band gekommen. Währenddessen verließ der Gitarrist Felten die Band, woraufhin sie beschloss, mit nur einem Gitarristen fortzufahren. Danach wurde Mekong-Delta-Gründer Ralf Hubert auf die Band aufmerksam und veröffentlichte Kaleidoscope über sein eigenes Label Aarrgh Records im April 2013 erneut.

## Stil
Laut laut.de seien auf Perpetuum Mobile klangliche Parallelen zu Mercenary hörbar. Auch Detlef Dengler vom Metal Hammer zog in seiner Rezension zu Perpetuum Mobile Vergleiche zu Mercenary und nannte als weitere Band zudem noch Soilwork. Die Band verbinde klaren und gutturalen Gesang mit Melodien, wobei es ihr jedoch an Eigenständigkeit fehle. Laut Marco Götz vom Metal Hammer spiele die Band auf Kaleidoscope modernen Progressive Metal, in dem die Gruppe verschiedene Einflüsse einfließen lasse. Lieder wie The Intensive White haben Riffs, die dem Thrash Metal entliehen seien, „mit progressiven Gitarrensalven und klarem Gesang, der recht schnell in Emo-Screams ausartet“. Zudem gebe es Rap-Einsätze (Shading) und poppige Synthesizer mit Funk-Einflüssen (Orange-Pigment).

## Diskografie
- 2006: No Words (Demo, Eigenveröffentlichung)
- 2007: Second Glance (Demo, Eigenveröffentlichung)
- 2010: Perpetuum Mobile (Album, Evil Eye Entertainment)
- 2011: Kaleidoscope (Album, Eigenveröffentlichung)